# Existencialismo cristão
Existencialismo cristão é uma escola de pensamento frequentemente associada à obra do filósofo dinamarquês Søren Kierkegaard (1813-1855).Trata-se de uma abordagem filosófica existencialista da teologia cristã. 
A abordagem existencial da teologia cristã tem uma história longa e diversificada. As raízes do existencialismo remontam a Santo Agostinho.  Algumas das passagens mais marcantes do Pensées de Pascal, incluindo a famosa seção da Aposta, tratam de temas existencialistas.

## Temas kierkegaardianos

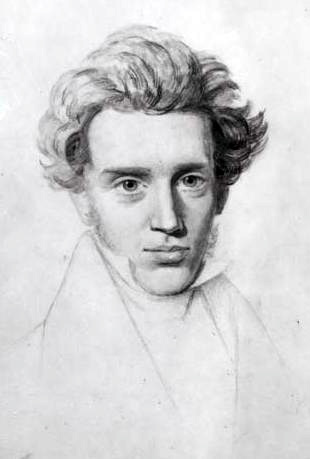
Søren Kierkegaard

O existencialismo cristão baseia-se na compreensão de Cristianismo de Kierkegaard. Ele argumentava que o universo é, fundamentalmente, paradoxal e que o seu maior paradoxo é a união transcendente de Deus e do homem na pessoa de Jesus Cristo. Ele também postulou que ter um relacionamento pessoal com Deus supera todas as normas morais estabelecidas, as estruturas sociais e normas comuns, pois ele afirmou que, seguir as convenções sociais é essencialmente uma escolha estética pessoal que os indivíduos fazem.
Kierkegaard propôs que cada pessoa deve fazer escolhas independentes, que compreendem, em seguida, a sua existência. Nenhuma estrutura imposta - mesmo os mandamentos bíblicos - pode alterar a responsabilidade de cada indivíduo em procurar agradar a Deus de qualquer forma pessoal e paradoxal, Deus escolhe estar satisfeito. Cada pessoa sofre a angústia da indecisão até que ela faça um "salto de fé", e comprometa-se a uma escolha particular. Cada ser humano é confrontado pela primeira vez com a responsabilidade de saber de sua própria vontade, e depois com o facto de que uma escolha, mesmo que errada, deve ser feita a fim de viver autenticamente.
Kierkegaard também defendeu a ideia de que cada pessoa existe em uma das três esferas (ou planos) de existência: o estético, o ético e o religioso. A maioria das pessoas, observou ele, vive uma vida estética em que nada importa, além da aparência, prazer e felicidade. Trata-se do acordo com os desejos dessa esfera que as pessoas sigam as convenções sociais. Kierkegaard também considerou a violação das convenções sociais, por motivos pessoais (por exemplo, na busca de fama, a reputação de rebeldia), a ser uma escolha pessoal estética. Um grupo muito menor são aquelas pessoas que vivem na esfera ética, que fazem o seu melhor para fazer a coisa certa e ver passar as graças superficiais e ideias da sociedade. A terceira e mais alta esfera é a esfera da fé. Para estar na esfera da fé, Kierkegaard diz que é preciso dar a totalidade de si mesmo para Deus.

## Pensadores notáveis
Existencialistas cristãos incluem pessoas como o teólogo estadunidense Swain Lincoln, os teólogos protestantes alemães Paul Tillich e Rudolph Bultmann, o teólogo anglicano britânico John Macquarrie; os filósofos europeus, Louis Lavelle, Gabriel Marcel, Miguel de Unamuno, Pierre Boutang e o filósofo russo Nikolai Berdyaev. Karl Barth acrescentou às ideias de Kierkegaard a noção de que o desespero existencial leva um indivíduo a um conhecimento da natureza infinita de Deus. Algumas ideias nas obras do autor russo Fiódor Dostoiévski poderiam, de certa forma, serem colocadas dentro da tradição do existencialismo cristão.